# Mastika
Cet article concerne les boissons alcoolisées d'Europe du Sud-Est. Pour l'exoplanète HD 179949 b, nommée Mastika, voir HD 179949.
Pour l’article homonyme, voir Mastic (gomme naturelle).

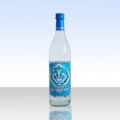
Bouteille de mastika bulgare.

La mastíkha (grec moderne : μαστίχα) ou mastika  (en bulgare et en macédonien мастика, mastika) est un terme large désignant un ensemble de boissons alcoolisées le plus souvent anisées, produites en Bulgarie, en Grèce et en Macédoine du Nord.
La mastika est habituellement produite avec du vin distillé ou de l'eau-de-vie, parfumés avec de l'anis et parfois d'autres plantes. La mastika est très proche de l'ouzo et du tsípouro de Grèce, ainsi que de plusieurs boissons du Proche et Moyen-Orient comme le rakı turc et l'arak libanais. Comme le pastis, elle est habituellement servie en apéritif, additionnée d'eau.
Le nom proviendrait du mastic, une gomme naturelle pouvant éventuellement entrer dans sa fabrication. Une version grecque est par ailleurs élaborée à partir de gomme de mastic, la mastikha de Chios.

## Variétés locales

### Macédoine du Nord
En Macédoine du Nord, la mastika est une spécialité de la région de Stroumitsa, située au sud-est, près de la Grèce et de la Bulgarie. Son nom en macédonien désigne à l'origine toute liqueur parfumée au mastic ou à l'anis. La mastika de Stroumitsa est faite à base de raisins et elle est parfumée à l'anis.
La principale distillerie, Grozd, fabrique sa mastika en distillant du vin pur, puis en le parfumant à l'anis et au miel de caroubier. L'ensemble cuit pendant huit heures, et il est ensuite laissé à vieillir en cuve pendant plusieurs mois. La boisson ainsi produite contient 43 % d'alcool,. Bien qu'elle soit souvent considérée comme la boisson nationale macédonienne, la mastika a perdu en popularité au cours des dernières décennies, au profit de l'ouzo grec. Alors qu'à l'époque yougoslave, la production avait atteint un pic de 4 millions de litres par an, elle est descendue à 300 000 litres en 2010. L'appellation « Mastika de Stroumitsa » (Струмичка Мастика) a été déposée à l'Office fédéral yougoslave des brevets en 1975, et elle est protégée par le Bureau macédonien pour la protection de la propriété industrielle depuis 1990.
Dans les mastikas artisanales, le vin distillé peut être remplacé par d'autres alcools, par exemple l'eau de vie de mûrier, mais la boisson est toujours parfumée avec de l'anis.

### Bulgarie
En Bulgarie, la mastika est une boisson aromatisée à l'anis. Selon la loi bulgare, « la mastika est une boisson alcoolisée avec au minimum 47 % de volume d'alcool, faite avec de l'éthanol naturel aromatisé à l'anéthol, extrait par rectification des huiles essentielles de la badiane (Illicium verum), de l'anis (Pimpinella anissum), du fenouil (Foeniculum vulgare) ou d'autres plantes, contenant le même composant aromatique avec une concentration d'au moins 2,5 grammes par litre, 40 grammes de sucre par litre, et avec ou sans addition de mastic et/ou d'arômes distillés, et possède des caractéristiques organoleptiques caractéristiques. »

### Grèce

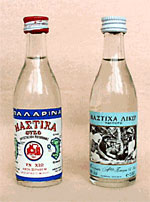
Bouteilles de mastika de Chios.

En Grèce, deux boissons différentes portent le nom de mastíkha. Comme en Macédoine du Nord et en Bulgarie, il y a la mastíkha à l'anis, proche de l’ouzo ou de la tsikoudia aussi appelée raki.
Il y a également la mastíkha de Chios, qui est la seule à être élaborée à base de gomme naturelle de mastic. Contrairement aux autres, elle n'est pas anisée. C'est une liqueur de type brandy, élaborée sur l’île de Chios, l'un des rares endroits au monde où l'arbre à mastic est traditionnellement cultivé. La résine est récoltée en « larmes » coulant de l'écorce et séchant au soleil. La gomme est ensuite mélangée à de l'alcool pur puis distillée en alambic. Le résultat est additionné d'eau minérale, de sucre et d'alcool, puis directement mis en bouteille. Le principal producteur, Skinos, produit ainsi une boisson comprenant 30 degrés d'alcool. La « mastika de Chios » (Μαστίχα Χίου) est concernée par une Appellation d'origine protégée depuis 1997.